# 李延熙
李延熙（1983年6月26日—），河北石家庄人，中国三级跳远运动员。 曾在2002年世界青年田径锦标赛获得了银牌，在2006年国际田联世界杯和2006年亚运会获得了第四名。 在2009年世界田径锦标赛中，以17米23的成绩获得第六名。2008年北京奥运会男子三级跳远第十名。他的个人最好成绩是17米59，于2009年第十一届全运会创造，同时打破亚洲纪录。

## 外部連結
- 李延熙在的頁面
- 十一会官网：竞赛信息成绩发布——河北省李延熙